# Mighty Ducks
Mighty Ducks är en tecknad TV-serie producerad av Walt Disney Television i 26 avsnitt och ursprungligen visad 1996-1997. Det enda som finns på svenska är en videofilm med avsnitten 1-2 och 25 sammanfogade till en långfilm; Mighty Ducks the Movie: Matchen kan börja.

## Avsnittsguide

### Säsong 1 (1996-1997)
Visades om fredagseftermiddagarna som en del av Disney Afternoon, samt vissa lördagsmornar i ABC.
1. The First Face Off Part 1 7 september 1996
2. The First Face Off Part 2 8 september 1996
3. A Traitor Among Us 13 september 1996
4. Zap Attack 14 september 1996
5. Phil in the Blank 21 september 1996
6. Power Play 28 september 1996
7. Dungeons and Ducks 4 oktober 1996
8. Take Me To Your Leader 11 oktober 1996
9. The Human Factor 12 oktober 1996
10. Beak to the Future 18 oktober 1996
11. Microducks 19 oktober 1996
12. Beaks vs. B.R.A.W.N 26 oktober 1996
13. Jurassic Puck 2 november 1996
14. The Return of Dr. Droid 8 november 1996
15. Mondo-Man 9 november 1996
16. Puck Fiction 15 november 1996
17. Monster Rally 16 november 1996
18. Buzz Blitzman- Mighty Duck! 22 november 1996
19. Bringing Down Baby 23 november 1996
20. Mad Quacks Beyond Hockeydome 6 december 1996
21. The Final Face Off 7 december 1996
22. The Iced Duck Cometh 13 december 1996
23. The Most Dangerous Duck Hunt 20 december 1996
24. The Return of Astroth 27 december 1996
25. Duck Hard 3 januari 1997
26. To Catch a Duck 10 januari 1997

### Fotnoter
1. ↑  Steven Lowery (10 april 1996). ”Disney and NHL Hope Young Fans Will Be Drawn to Hockey Via Animated Series” (på engelska). Los Angeles Times. https://www.latimes.com/archives/la-xpm-1996-04-10-ls-56973-story.html. Läst 20 juli 2016.